# شیلاندر
شیلاندر   روستایی از توابع بخش مرکزی شهرستان زنجان در استان زنجان ایران است. این روستا در فاصله ۳۰ کیلومتری شمال غربی استان زنجان (۱۵ کیلومتری روستای تهم) واقع شده‌است. از جاذبه‌های گردشگری و دیدنی این روستا می‌توان به خانه‌های پلکانی روستا، آبشارهای زیبا و رودخانه‌های این روستا اشاره نمود
وجود کوه‌های مرتفع، دره‌های نسبتاً عمیق و طبیعت دست نخورده و بکر به جذابیت این روستای زیبا افزوده‌است.آقای اکبر کریمی فرزند محرم علی رییس شورای روستا و نماینده یونسکو در روستا می باشد.

## جمعیت
این روستا در دهستان تهم قرار دارد و براساس سرشماری مرکز آمار ایران در سال ۱۳۸۵، جمعیت آن ۱۴۴ نفر (۳۴خانوار) بوده‌است.